# Scheloribates dimentmani
Scheloribates dimentmani är en kvalsterart som först beskrevs av Vasiliu och Ivan 1995.  Scheloribates dimentmani ingår i släktet Scheloribates och familjen Scheloribatidae. Inga underarter finns listade i Catalogue of Life.